# 宜昌市夷陵医院
宜昌市夷陵医院，挂牌武汉科技大学临床教学医院、武汉大学中南医院夷陵技术协作医院，位于湖北省宜昌市夷陵区，创立于1951年，是一所二级甲等综合医院。目前拥有两个院区（主院区、中医院区）和两个医联体（鸦鹊岭分院、雾渡河分院），总院占地面积100亩，建筑面积65352平方米。在职职工1170人，开放床位1004张。